# الكسندر كامبل (سياسي أمريكي)
الكسندر كامبل (بالإنجليزية: Alexander Campbell)‏ هو سياسي أمريكي، ولد في 1779 في مقاطعة فريدريك في الولايات المتحدة، وتوفي في 5 نوفمبر 1857 في أوهايو في الولايات المتحدة. حزبياً، نشط في الحزب الجمهوري الديمقراطي.

## مناصب
- انتخب عضو مجلس ولاية أوهايو (1822 – 1824).
- انتخب عضو مجلس نواب أوهايو (1819 – 1820).
- انتخب عضو مجلس نواب أوهايو (1807 – 1808).
- انتخب عضو مجلس نواب أوهايو (1808 – 12 ديسمبر 1809).
- انتخب عضو مجلس الشيوخ الأمريكي (11 ديسمبر 1809 – 4 مارس 1813).